# 美亞廚具
美亞廚具是一家國際性廚具生產商，成立於1951年，旗下廚具品牌共20多個。

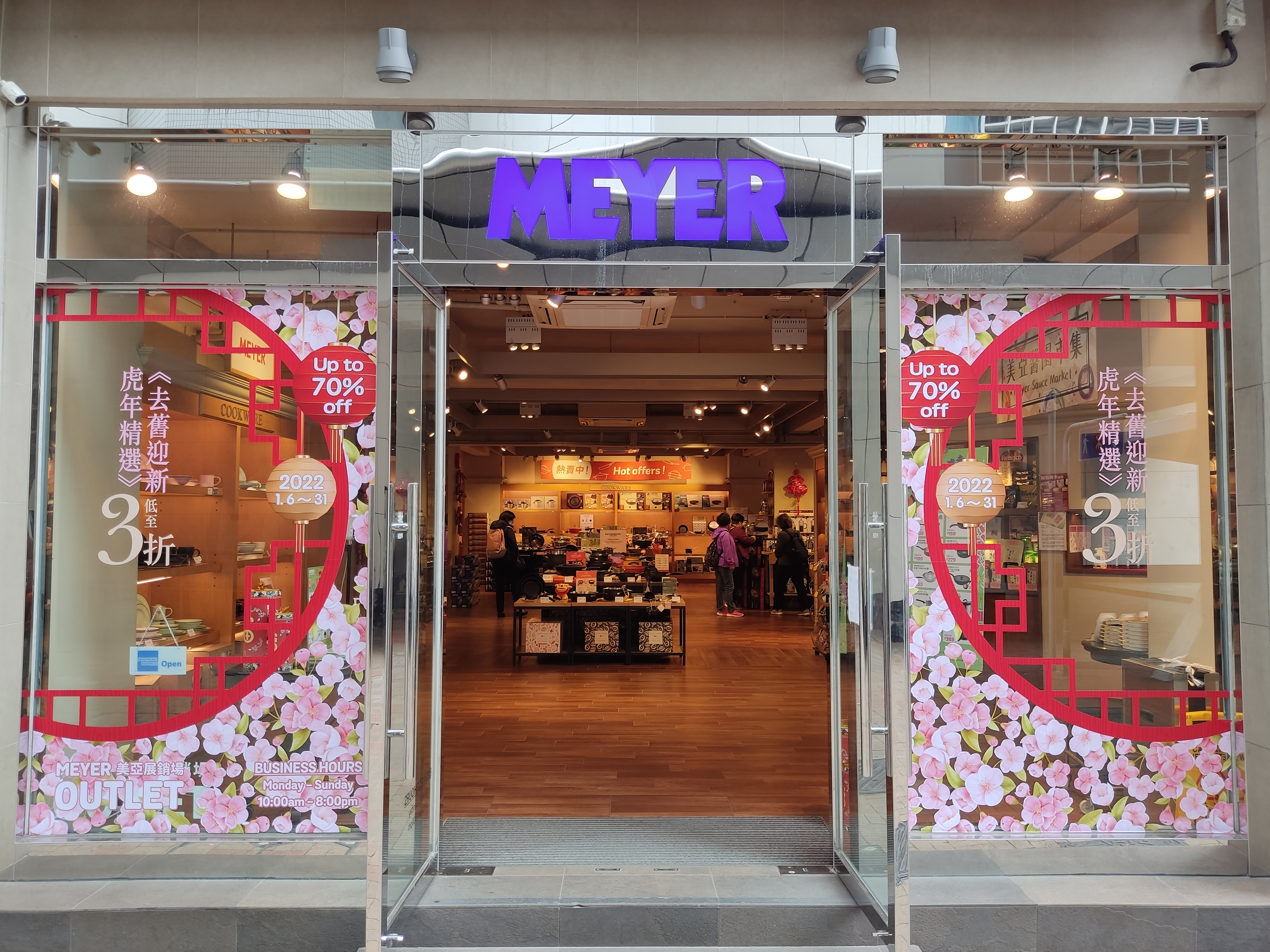

## 歷史

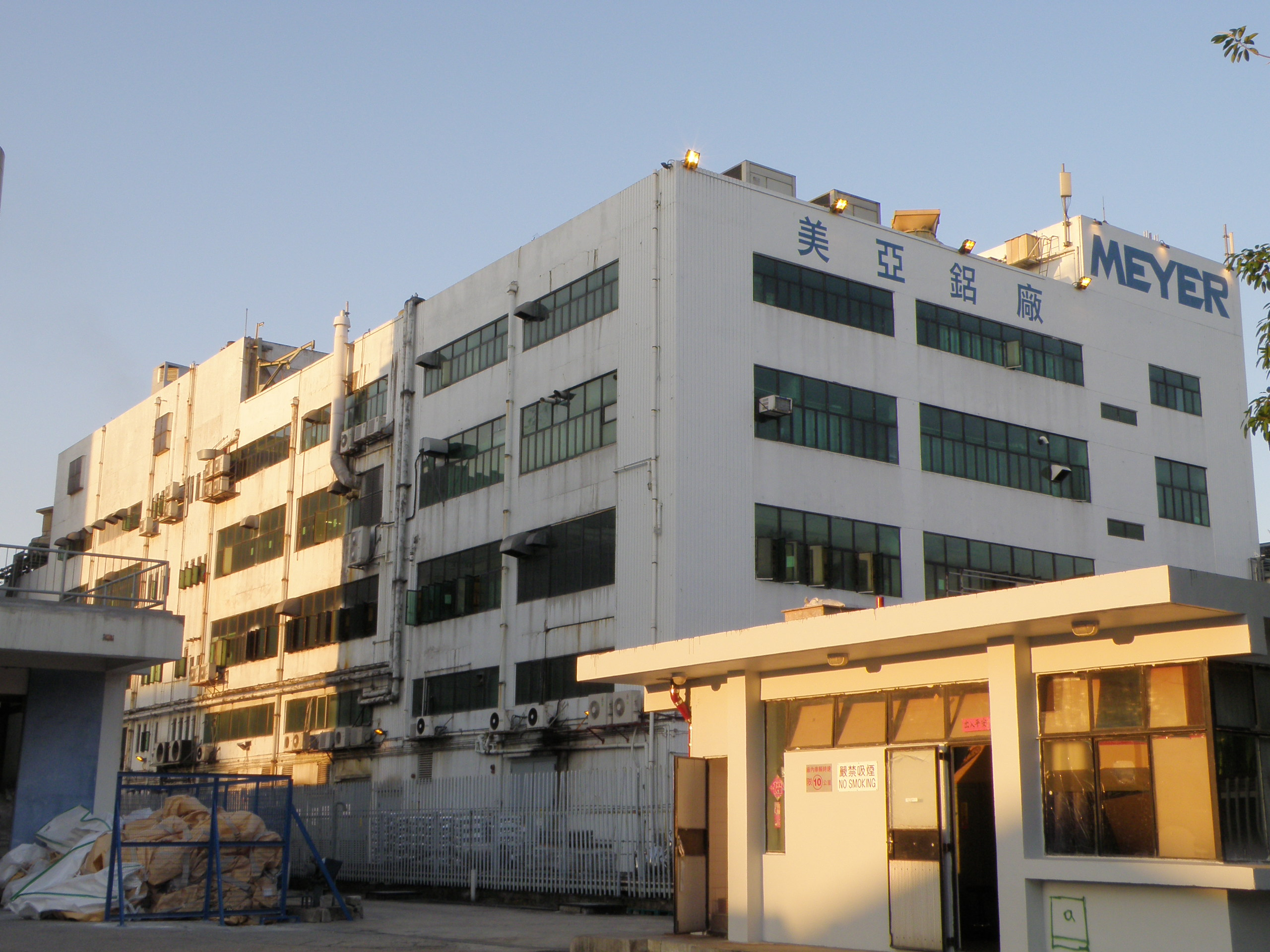
美亞鋁廠

鄭榮之於1951年於香港創辦美亞制造廠有限公司，早期從事以鋁製品為主的加工業務，主要生產手電筒、煙灰缸、露營燈具及網球拍等金屬用品。1971年，鄭榮之的兒子鄭建穗（Stanley Cheng）從美國留學返回香港，並接手其父的美亞製造廠業務。1972年於英國倫敦售賣第一批廚具，1976年，於英國利物浦及美國威斯康辛州設立市場銷售部，再於1981年成立美國美亞公司。經市場調查後，於1980年代起在香港工廠生產鍋具產品。 
1985年，美亞開發出以「高低坑紋」設計，使用特氟龍塗層的陽極氧化鋁不粘鍋具，取得專利並註冊Circulon（扭紋寶）品牌。該廚具使用比不銹鋼堅硬兩倍的電鍍鋁，比舊式不黏鍋耐用三倍。1996年，1.3萬平方米的美國總部大樓落成。2009年於泰國建成全球物流中心，其泰國工廠是集團在全球規模最大的生產基地，廠房面積18萬平方米，鍋具年產量超過3,000萬，佔全球產量七成。

## 現況
美亞廚具目前旗下擁有廚具品牌20多個，每年生產鍋具4,200萬個，員工超過8,000人。集團美國總部位於加州維里豪（Vallejo），香港總部則設於觀塘道美亞工業大廈。生產廠房設於意大利、泰國及中國等地。

## 代言人
美亞廚具以蔡瀾為廣告代言人，並曾贊助蔡瀾的電視旅遊飲食節目《蔡瀾品味》。

## 廚具品牌
- Anolon
- Bonjour
- Circulon
- Essteele
- Farberware
- Fujimaru
- KitchenAid
- Meyer Commercialware
- NapaStyle
- Prestige
- Raco
- Select
- Silverstone

## 資料來源
1. 1 2 3  集團簡介 的存檔，存档日期2012-06-02.美亞廚具
2. 1 2  香港移民鄭建穗創美亞廚具王國 （页面存档备份，存于）星島日報（北美版），2006年1月12日

## 外部連結
- 美亞廚具國際 （页面存档备份，存于）
- 美亞廚具香港 （页面存档备份，存于）
- 美亞廚具中國大陸